# Niv Libner
Niv Libner (Tel Aviv, 1 november 1987) is een Israëlisch wielrenner. Van 2011 tot en met 2013 reed hij voor Amore & Vita.

## Overwinningen
2005
 Israëlisch kampioen op de weg, Junioren
2010
1e, 2e, 3e en 4e etappe Ronde van Israël (met Ran Margaliot)
Eindklassement Ronde van Israël (met Ran Margaliot)
 Israëlisch kampioen op de weg, Elite
2011
 Israëlisch kampioen op de weg, Elite
2014
 Israëlisch kampioen op de weg, Elite